# Station Herve
Station Herve is een voormalig spoorwegstation langs spoorlijn 38, in de Belgische gemeente Herve.
Tegenwoordig is het station ingericht als informatiekantoor voor toerisme.
0,0: Chênée ·
1,3: Vaux-sous-Chêvremont ·
3,6: Thier-de-Chênée ·
4,3: Rue-Malvaux ·
5,1: Bois-de-Breux ·
6,3: Les Bruyères ·
9,0: Beyne ·
10,2: Romsée ·
11,3: Fléron ·
13,3: Retinne ·
14,6: Hasard ·
15,4: Micheroux ·
17,2: Mélen ·
19,7: Herve ·
22,2: Battice ·
26,1: Thimister-Clermont ·
30,1: Froidthier ·
32,9: Aubel ·
34,7: Merckhof ·
38,2: Homburg ·
40,1: Hindel-Haut ·
43,4: Plombières